# Carabine Cristobal
La carabine Kiraly-Cristobal de calibre .30, également connue sous le nom de San Cristobal ou Cristobal automatic rifle, est une carabine automatique fabriquée par l'usine d'armement Armeria San Cristobal en République dominicaine.

## Histoire et développement
Bien qu'appelée carabine, l'arme peut être considérée comme une mitraillette car elle est identique à la mitraillette hongroise Danuvia 43M. Les deux armes ont été conçues par l'ingénieur hongrois Pál Király (hu), expatrié en République dominicaine en 1948. Le nom de l'arme fait référence à la province de San Cristóbal, lieu de naissance du dictateur dominicain Rafael Trujillo. Les forces armées de la République dominicaine ont été les principales utilisatrices de cette arme, mais elle a également été exportée à Cuba avant la révolution cubaine.

## Description
La Cristobal a une crosse et un garde-main en bois, un chargeur droit extractible de 30 balles et une boîte de culasse tubulaire avec une poignée d'armement fixe sur le côté droit. Elle utilise un système de recul de masse retardé (en). La version originale est produite en calibre 9 mm. La version plus courante de la Cristobal est produite en calibre 7,62 mm.
L'Armería San Cristóbal a fabriqué plus de 200 000 carabines Cristobal entre 1950 et 1966. Après l'assassinat de Trujillo le 30 mai 1961, le gouvernement dominicain a décidé de ne pas maintenir une industrie militaire locale et la production a été lentement réduite. En 1990, la Cristobal n'était plus une arme à feu dominicaine standard, mais elle a continué à être utilisé pour l'entraînement de base dans les écoles militaires de République dominicaine.

## Utilisation au combat
Cette carabine a été utilisée par Che Guevara pendant la révolution cubaine.
Elle a été utilisée par les guérilleros lors du conflit armé colombien.